# Zum schwarzen Ferkel
Das Schwarze Ferkel (eigentlich: Weinhandel und Probierstube, Inhaber Gustav Türk) war ein Berliner Lokal an der Ecke Unter den Linden/Neue Wilhelmstraße. Das Gebäude wurde im Zweiten Weltkrieg zerstört. Das Lokal war im späten 19. und frühen 20. Jahrhundert ein Treffpunkt der skandinavisch-deutsch-polnischen Künstlerszene.
Für die Literaturgeschichte kommt dem Schwarzen Ferkel als Ort der Begegnung und des regen Austausches für einen gleichermaßen international wie interdisziplinär geprägten Kreis moderner Künstler ein hoher Stellenwert zu – vergleichbar mit dem Friedrichshagener Dichterkreis in der Peripherie Berlins, dessen Mitglieder zum Teil auch im Schwarzen Ferkel verkehrten.
Den Namen Zum schwarzen Ferkel erhielt das Lokal durch den schwedischen Schriftsteller August Strindberg, der es, während seines Berlinaufenthaltes in den 1890er Jahren, für sich entdeckte. Ihm fiel, wie Adolf Paul in Aus der Chronik zum schwarzen Ferkel berichtet, der Name beim Anblick eines schwarzen, ausgestopften Weinschlauchs ein, der an eisernen Ketten über der Eingangspforte der Kneipe hing. Nachdem Strindberg das Lokal von 1892 bis 1893 zu seinem abendlichen Hauptaufenthaltsort wählte, wurde das Schwarze Ferkel bald zum Treffpunkt einer internationalen Künstler-Bohème. Zu den Stammgästen gehörten u. a. der norwegische Maler Edvard Munch, die deutschen Schriftsteller Richard Dehmel und Peter Hille, der polnische Schriftsteller Stanislaw Przybyszewski, die norwegische Dichterin Dagny Juel und der dänische Dichter Holger Drachmann. Auch Arthur Schnitzler erwähnt in seinem Tagebuch den Besuch.
Der Name soll auch eine Anspielung auf einen Auftritt Richard Dehmels als St. Antonius „mit einem Ferkel“ am Rosenmontag 1892 sein, bei einem Kostümfest der Neuen Klause.